# Destin : La Saga Winx
Destin : La Saga Winx (Fate: The Winx Saga) est une série télévisée italo-britannique en treize épisodes d'environ 47–53 minutes, créée par Brian Young et diffusée entre le 22 janvier 2021 et le 16 septembre 2022 sur la plateforme Netflix, incluant les pays francophones.
Il s'agit d'une adaptation libre et en prise de vues réelles de la série télévisée d'animation italienne Winx Club, créée par Iginio Straffi. La série est d'ailleurs co-produite par Rainbow S.p.A., le studio de Straffi.

## Synopsis
Dans un univers parallèle à celui des humains, se trouve l'école d'Alféa. Cette école est réputée car elle forme les fées aux arts magiques depuis des milliers d'années. Elle forme également les Spécialistes, un groupe de guerriers dont la future mission sera de protéger les multiples royaumes de ce monde magique.
Cette année, l'école accueille Bloom, une adolescente élevée dans le monde des humains et ayant récemment découvert qu'elle était en réalité une fée à la suite d'un incendie qu'elle a provoqué par accident. En effet, bien que les fées puissent apprendre à contrôler plusieurs éléments, elles ont toutes un élément principal, assigné à leur naissance. Celui de Bloom est le feu.
À Alféa, Bloom partage un appartement avec quatre autres filles : Stella, la princesse du royaume de Solaria et fée de la lumière ; Aisha, une athlète et fée de l'eau ; Terra Harvey, la fille d'un professeur d'Alféa et fée de la terre ; et Musa, une fée de l'esprit et empathe.
Parallèlement, le monde magique est sur le point d'être victime d'une grande menace, notamment à cause du retour des Brûlés, des monstres terrifiants censés avoir été éliminés il y a plusieurs années.

## Distribution

### Acteurs principaux
- Abigail Cowen (VF : Jessica Monceau) : Bloom Peters
- Hannah van der Westhuysen (VF : Noémie Orphelin) : la princesse Stella de Solaria
- Precious Mustapha (VF : Adeline Chetail) : Aisha
- Eliot Salt (VF : Victoria Grosbois) : Terra Harvey
- Elisha Applebaum (VF : Alice Taurand) : Musa
- Danny Griffin (VF : Jim Redler) : Sky d'Eraklyon
- Sadie Soverall (VF : Rebecca Benhamour) : Beatrix
- Freddie Thorp (VF : Clément Moreau) : Riven
- Eva Birthistle (VF : Juliette Degenne) : Vanessa Peters (saison 1)[note 1]
- Rob James-Collier (VF : Stéphane Pouplard) : Saul Silva
- Eve Best (VF : Marjorie Frantz) : la directrice Farah Dowling[note 2]
- Lesley Sharp (VF : Frédérique Tirmont) (saison 1) / Miranda Richardson (VF : Nathalie Homs) (saison 2) : Rosalind Hale[note 3]
- Theo Graham (en) (VF : Alexis Gillot) : Dane (saison 2 - récurrent saison 1)
- Jacob Dudman (VF : Aurélien Raynal) : Sam Harvey (saison 2 - récurrent saison 1)[note 4]
- Ken Duken (VF : Emmanuel Curtil) : Andreas d'Eraklyon (saison 2 - invité saison 1)[note 5]
- Brandon Grace (VF : Thierry d'Armor) : Grey Owens (saison 2)
- Éanna Hardwicke (VF : Gauthier Battoue) : Sebastian Valtor (saison 2)
- Paulina Chávez (VF : Lola Nédélian) : Flora (saison 2)[note 6]

### Acteurs récurrents
- Alex MacQueen (saison 1) / Daniel Betts (saison 2) (VF : Guillaume Lebon) : Ben Harvey
- Kate Fleetwood (VF : Laurence Dourlens) : la reine Luna de Solaria
- Leah Minto (VF : Laëtitia Coryn) : Kat
- Sean Sagar : Marco
- Josh Cowdery (en) (VF : Thibaut Lacour) : Mike Peters (saison 1)
- Harry Michell (VF : Jérémie Bedrune) : Callum (saison 1)
- Pom Boyd : Doris (saison 1)
- Jayden Revri  (VF : Florent Chako) : Devin (saison 2)
- Shameem Ahmad : Bavani Selvarajah (saison 2)
- JJ Battell : Luke (saison 2)

Version française
- Société de doublage : Dubbing Brothers[1]
- Direction artistique : Marie-Eugénie Maréchal (saison 1), Véronique Desmadryl (saison 2)
- Adaptation des dialogues : Laurence Fattellay (saison 1), Laura Allard (saison 2)

 Source et légende : version française (VF) sur RS Doublage et le carton de doublage en fin d'épisode sur Netflix.

## Production

### Développement
En 2016, Hollywood Gang Production signe avec le studio italien Rainbow S.p.A. pour la production d'une adaptation cinématographique en prise de vues réelles de la série télévisée d'animation qui a fait le succès du studio, Winx Club. La société lance alors le développement du film, prévu pour être distribué par Warner Bros..
Néanmoins, le projet ne décolle jamais et la société perd les droits d'adaptation de la franchise. Deux ans plus tard, en 2018, le service Netflix, qui a déjà collaboré avec Rainbow S.p.A. pour la diffusion du spin-off Le Monde des Winx, récupère les droits et annonce le développement d'une série télévisée en prise de vues réelles .
En septembre 2019, Netflix annonce officiellement la commande d'une première saison de six épisodes, dont le lancement était prévu pour 2020. Brian Young, connu pour son travail sur Vampire Diaries, rejoint alors la série en tant que Show runner et Iginio Straffi, le créateur de la franchise, est annoncé comme producteur délégué.
Straffi révélera dans une interview avoir souhaité adapter sa franchise en prises de vues réelles afin de satisfaire le public plus âgé de la série animée à la suite de son changement de cible. En effet, à partir de sa huitième saison, Winx Club a commencé à cibler un public âgé de deux à cinq ans, alors que les premières saisons ciblaient les plus de six ans et les préadolescents. Ce changement de cible était considéré comme essentiel pour Straffi, les séries d'animation attirant un public plus jeune que dans les années 2000. Pour le créateur, Destin s'adresse  à l'ancienne cible de la série d'animation ainsi qu'aux jeunes adultes ayant connu la série quand ils étaient enfants.
En décembre 2020, le service dévoile les premières images de la série et fixe son lancement pour le 22 janvier 2021. Elle est officiellement renouvelée pour une deuxième saison en février 2021.
En novembre 2022, Brian Young annonce l'annulation de la série, Netflix ne souhaitant pas commander une troisième saison.

### Distributions des rôles
Lors de la commande de la série, Abigail Cowen, connue pour son rôle récurrent dans Les Nouvelles Aventures de Sabrina, signe pour le rôle de Bloom.
Le même jour, une grande partie de la distribution est également annoncée : Hannah van der Westhuysen signe pour le rôle de Stella, Precious Mustapha pour celui de Aisha (Layla dans le doublage français de la série originale), Elisha Applebaum pour celui de Musa, Freddie Thorp pour le rôle de Riven et Danny Griffin pour celui de Sky.
Eliot Salt rejoint la distribution pour le rôle de Terra, similaire à celui de Flora dans la série animée, et Sadie Soverall signe pour le rôle de Beatrix, un personnage décrit comme inspiré par le trio des Trix. Theo Graham et Jacob Dudman sont également annoncés pour les rôles de Dane et Sam, des nouveaux personnages. Eve Best, Eva Birthistle, Josh Cowdery, Rob James-Collier et Alex Macqueen rejoignent également la distribution, sans plus de précisions.
En juillet 2021, Brandon Grace et Éanna Hardwicke rejoignent la distribution de la deuxième saison de la série. L'actrice Paulina Chávez est également annoncée pour le rôle de Flora, l'un des personnages principaux de la série d'animation, absent de la première saison.

### Tournage

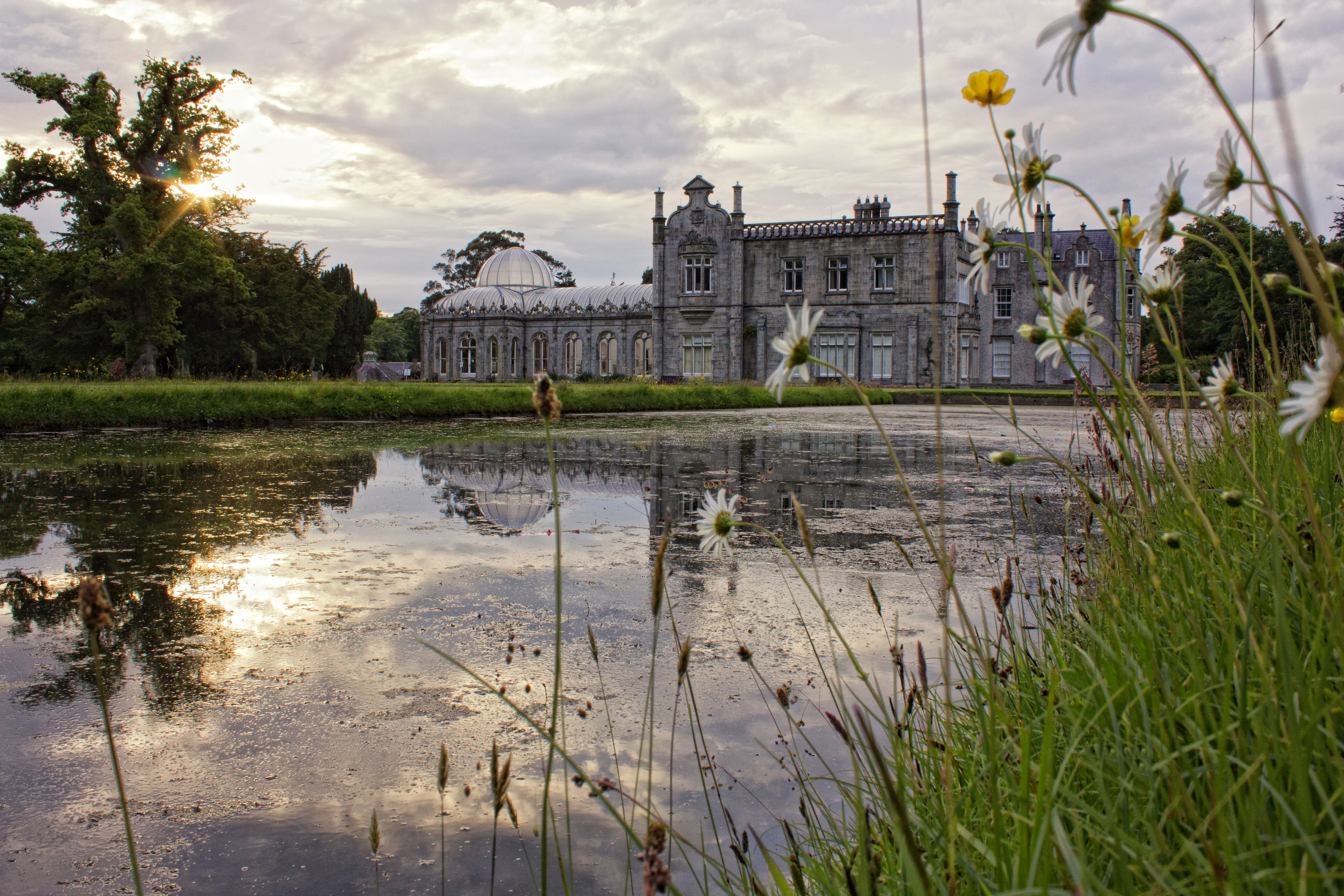
La Killruddery House à Bray, utilisée pour les plans extérieurs d'Alféa.

Le tournage de la première saison de la série a débuté en septembre 2019 en Irlande, notamment dans le comté de Wicklow et au studio Ashford à Bray. La Killruddery House, une maison de campagne localisée à Bray, sert de décor pour les plans extérieurs de l'école d'Alféa.
La production de la deuxième saison démarre ensuite en juillet 2021, toujours en Irlande.

### Fiche technique
- Titre original : Fate: The Winx Saga
- Titre francophone : Destin : La Saga Winx
- Création : Brian Young, d'après Winx Club d'Iginio Straffi
- Décors : Susie Cullen
- Costumes : Catherine Adair
- Casting : Kate Ringsell
- Musique : Anne Nikitin
- Production : Jon Finn, Macdara Kelleher et John Keville
- Producteur délégués : Brian Young, Judy Counihan, Kris Thykier, Cristiana Buzzelli et Joanne Lee
- Sociétés de production : Archery Pictures, Young Blood Productions et Rainbow S.p.A.
- Sociétés de distribution : Netflix
- Pays d'origine :  Italie et  Royaume-Uni
- Langue originale : anglais
- Format : Couleur - 1080p (HDTV) / 2160p (4K UHD) - son Dolby Digital 5.1
- Genre : Fantastique
- Durée : 47-53 minutes

 Sauf indication contraire, les informations mentionnées dans cette section peuvent être confirmées par la base de données cinématographiques IMDb,  présente dans la section « Liens externes ».

## Épisodes
| Saisons | Saisons | Nombre d'épisodes | Diffusion originale |
| ------- | ------- | ----------------- | ------------------- |
|         | 1       | 6                 | 22 janvier 2021     |
|         | 2       | 7                 | 16 septembre 2022   |

### Première saison (2021)
Composée de six épisodes, elle a été mise en ligne le 22 janvier 2021.
1. Vers les bois et les eaux sauvages (To The Waters And The Wild)
2. Il n'y a pas d'étrangers ici (No Strangers Here)
3. De pesantes espérances mortelles (Heavy Mortal Hopes)
4. Un ange déchu (Some Wrecked Angel)
5. Faner avec la vérité (Wither Into the Truth)
6. Un cœur fanatique (A Fanatic Heart)

### Deuxième saison (2022)
Composée de sept épisodes, elle a été mise en ligne le 16 septembre 2022.
1. Joindre la magie à la parole (Low-Flying Panic Attack)
2. Tout le monde en parle et personne ne sait (Taken By The Wind)
3. C’était sans compter Rosalind  (Your Newfound Popularity)
4. Je sens quelque chose (An Hour Before the Devil Fell)
5. La tactique de la bonne petite princesse  (Are You a Good Witch or a Bad Witch?)
6. Tu porteras ce fardeau pour toujours  (Poor Unfortunate Souls)
7. Allons dégommer des sorciers !  (All the Wild Witches)

## Accueil

### Critiques
Lors de sa mise en ligne, la première saison de la série reçoit un accueil principalement négatif de la part de la critique. Sur le site agrégateur de critiques professionnelles Rotten Tomatoes, elle recueille 35 % de critiques positives, avec une note moyenne de 5,33/10 sur la base de 17 critiques collectées. Le consensus critique établi par le site résume : « Plat, fragile et oubliable, Destin : La Saga Winx est un échec fantastique qui peine à capturer la magie de son matériau d'origine ».

### Controverse
Lors de la diffusion du teaser de la série en décembre 2020, elle est accusée de whitewashing. En effet, le personnage de Musa, d'origine asiatique dans la série d'animation originale, est incarnée par Elisha Applebaum, une actrice blanche. De son côté, le personnage de Flora, dont l'origine n'a jamais été dévoilée mais ayant un teint claire-mate dans la série d'animation, a été remplacée par un personnage créé pour la série, Terra, présentée comme sa cousine et également interprétée par une actrice blanche, Eliot Salt,. Flora est finalement introduite dans la seconde saison de la série, interprétée par l'actrice Paulina Chávez.
En 2022, Iginio Straffi, créateur de la franchise et producteur sur la série, dévoile que lui et Rainbow ont demandé que l'adaptation respecte l'ethnie des personnages mais que Netflix était décisionnaire sur le casting.

## Autour de la série

### Livres et romans dérivés
En février 2021, la société Rainbow S.p.A. dévoile qu'elle va développer plusieurs produits dérivés sur l'univers de la série, notamment des romans se déroulant dans la continuité de la série mais également des livres non-fictionnel comme des guides. Elle signe alors des contrats avec plusieurs éditeurs dont Arnoldo Mondadori Editore en Italie et Hachette Livre en France.
Le premier roman, intitulé The Fairies Path en version originale, écrit par Ava Corrigan, a été publié en mars 2021 et résume les événements de la première saison de la série.